# Nitruro di piombo(II)
Il nitruro di piombo(II), composto poco noto e diffuso, ha formula Pb3N2 (da non confondere con il composto Pb3N4 che ha numero CAS 75790-62-4).
Molto instabile, si decompone in modo esplosivo durante degassificazione a vuoto.